# Kołowa Czuba
Kołowa Czuba (niem. Kegel, słow. Kolová čuba, węg. Kolo) – szczyt o wysokości 2105 m w południowej grani odchodzącej od Małego Koziego Wierchu (2226 m), która rozdziela górne piętro Doliny Pięciu Stawów Polskich na Dolinkę pod Kołem i Dolinkę Pustą. Od szczytu Małego Koziego Wierchu oddziela go przełęcz Schodki (ok. 2085 m). Nazwa przełęczy związana jest z poziomo ułożonymi, niewielkimi tarasikami od strony Pustej Dolinki. Zdaniem Stanisława Lencewicza (1936 r.) podczas ostatniego zlodowacenia Kołowa Czuba była nunatakiem.
Dawniej zwana też była (nieprawidłowo) Kołową Turnią lub Kołem.
Kołowa Czuba od strony północno-zachodniej (z Dolinki pod Kołem) jest łatwo dostępna. Jej zbocze, aż po szczyt, było terenem pasterskim i nie można określić pierwszego wejścia na szczyt. Pozostałe ściany tworzą urwiska. Najtrudniejsza droga prowadząca na szczyt została wytyczona na środkowej części ściany wschodniej (z Dolinki Pustej). Jako pierwsi pokonali ją Marian Gotkiewicz, Adam Niesiołowski i Antoni Stolfa 23 lipca 1931 r.
Pierwsze znane wejście od strony przełęczy Schodki – Janusz Chmielowski, Michał Kulikowski 12 lipca 1895 r.